# SV Prag Stuttgart
Der SV Prag Stuttgart ist ein 1899 gegründeter Sportverein aus dem Stuttgarter Stadtteil Auf der Prag und somit in Stuttgart-Nord beheimatet. Der Verein hat über 500 Mitglieder in den Abteilungen Boxen, Basketball, Fußball, Volleyball, Prellball und Turnen.

## Geschichte
Der Verein wurde 1899 als Turnverein Prag gegründet. Am 6. Juni 1919 schlossen sich Turnverein, der I. Athletik-Klub Prag und die Spielvereinigung Prag zur Sportvereinigung Prag-Stuttgart 1899 e. V. zusammen.
Die Fußballer des Vereins spielten in der Saison 1944/45 in der damals erstklassigen Gauliga Württemberg. Sie schlossen die aufgrund des Krieges vorzeitig eingestellte Meisterschaft auf Platz zwei hinter der SpVgg Feuerbach und vor der Spielgemeinschaft Kickers/Sportfreunde und Ludwigsburg ab. Nach Kriegsende wurde die 1. Mannschaft 1946 entsprechend ihrer Spielstärke der Bezirksklasse zugeteilt, konnten diese Klasse jedoch nicht lange halten.
Nach den Wirren des Zweiten Weltkrieges vereinigten sich am 27. September 1947 die Turner unter der Leitung von Georg Steck mit der Spielvereinigung Prag unter Führung von Willy Knörzer zum Sportverein Prag Stuttgart 1899 e. V.
In der Folgezeit gewann der Verein zahlreiche deutsche Einzeltitel im Boxen mit dem Höhepunkt der deutschen Mannschaftsmeisterschaft 1951 in Berlin. Württembergische Meisterschaften im Basketball und Handball sowie die deutschen Meisterschaften im Prellball 1993 (Bundesliga) schlossen sich an. Die Fußballer stiegen 1980 aus der Bezirksliga und 1989 erstmals in der Vereinsgeschichte in die Kreisliga B ab. Seitdem pendelt die 1. Mannschaft in regelmäßigen Abständen zwischen Kreisliga A und Kreisliga B. Seit 2010 gibt es durch große Anstrengungen der Verantwortlichen einen ungeheuren und fortgesetzten Boom im Bereich der Fußballjugend.
Die Prager Basketballer waren die ersten Sportler aller Sparten in Deutschland, die nach dem Krieg mit Genehmigung der amerikanischen Militärregierung (Berlin) und des Präsidenten des Basketballweltverbandes, Mr. Jones, an einem internationalen Wettbewerb in Lausanne/Schweiz teilnehmen durften. In den 1980er Jahren gelang mit dem Aufstieg in die Oberliga noch einmal ein großer Erfolg, aktuell gibt es keine aktive Mannschaft.
Am 4. November 2007 konnte nach jahrelangen Bestrebungen der neue Kunstrasenplatz auf dem Sportgelände an der Parlerstraße eröffnet werden, von dem auch die benachbarte Mühlbachofschule in besonderem Maße profitiert.
2009 wurde der Verein 110 Jahre alt und feierte ein Jahr später sein Vereinsjubiläum "111 Jahre Sport auf der Prag" auf und an seinem Vereinsgelände an der Parlerstraße.
Große Aufmerksamkeit wurde dem kleinen Sportverein vom Killesberg im Februar 2011 zu Teil, als Björn Seemann, langjähriges und noch immer aktuelles Mitglied der Fußballabteilung, angetreten war, um für das Amt des Präsidenten des VfB Stuttgart zu kandidieren.

## Vorsitzende seit 1947
- 1947–1960 Willy Knörzer
- 1960–1964 Erich Bader
- 1964–1978 Karl Kußmaul
- 1978–1985 Georg Schlee
- 1985–1988 Richard Pfeffer
- 1988–2000 Albert Kütter
- seit 2000 Ralf Schäfer

## Erfolge
- Württembergischer Handballmeister: 1923
- Aufstieg in die damals erstklassige Gauliga (Fußball): 1944
- 4. Platz bei den deutschen Meisterschaften (Basketball): 1947
- Deutscher Mannschaftsmeister im Boxen: 1951
- Aufstieg in die Basketball-Oberliga: 1984
- Deutscher Prellballmeister (Bundesliga): 1993

## Die Boxer des SV Prag
National und international wurde der SV Prag vor allem durch seine Boxabteilung bekannt. Die Staffel wurde 1951 in Berlin deutscher Mannschaftsmeister. Stuttgarts Oberbürgermeister Arnulf Klett ließ es sich nicht nehmen, den Wagenkonvoi auf der Fahrt zum Killesberg zu empfangen und Grußworte auszusprechen. Jahrzehntelang war die Abteilung danach die erfolgreichste in Württemberg, auch heute noch bietet der Verein als einer der letzten in Stuttgart aktiven Boxsport an.

## Prager Persönlichkeiten
Georg Schlee (geboren am 13. Januar 1908, gestorben am 5. Januar 1995) trat dem Verein 1932 bei. Er spielte bis zur A-Jugend beim VfB Stuttgart und später bis 1948 aktiv für den SV Prag Fußball. 1934 übernahm Georg Schlee die Leitung der Boxabteilung und übte dieses Amt bis 1962 aus. Er war auch als Boxkampfrichter tätig, ehe er in die Prager Vereinsführung wechselte und von 1978 bis 1985 den Verein als erster Vorsitzender leitete. Zudem war Schlee lange Jahre zweiter Vorsitzender und Rechtswart des württembergischen Amateurboxsportverbandes und wurde 1978 als Sportpionier der Stadt Stuttgart ausgezeichnet.
Adolf Reinhardt (geboren am 13. April 1902, gestorben am 18. Juni 1990) trat dem SV Prag 1924 bei und widmete sich neben seiner aktiven Fußballerlaufbahn schnell der Schiedsrichterzunft. Reinhardt war der erste deutsche Schiedsrichter, der nach dem Zweiten Weltkrieg ein Länderspiel leiten durfte und zwar 1952 das Länderspiel zwischen Österreich und Irland in Wien. Zudem pfiff er 1941 und 1951 die Endspiele um die deutsche Fußballmeisterschaft und 1953 das DFB-Pokalendspiel zwischen Rot-Weiss Essen und Alemannia Aachen (2:1), bei denen Helmut Rahn und Jupp Derwall Tore erzielen konnten. Zwischen 1946 und 1960 führte Reinhardt die Geschäftsstelle des Württembergischen Fußballverbandes. Reinhardt wurde als Sportpionier der Stadt Stuttgart ausgezeichnet.
Georg Steck (geboren am 21. November 1896, gestorben am 10. Juni 1978) trat bereits 1918 dem Verein bei. Sein ganzes Schaffen und Tun galt als langjähriges Vorstandsmitglied dem Turnsport. Er stand von 1945 bis 1955 dem Turngau Stuttgart vor und war somit wesentlich am Wiederaufbau nach dem Zweiten Weltkrieg beteiligt. 1956 erhielt er den Titel des Sportpioniers der Stadt Stuttgart. Bemühungen, nach ihm die heutige Werner-Siemens-Schule zu benennen, scheiterten. Die dort 1981 eröffnete Sporthalle wird aber im Volksmund Georg-Steck-Halle genannt.
Karl Kußmaul (geboren am 3. September 1909, gestorben am 23. Juli 1978) war seit 1923 Mitglied und trat nach seiner Aktivenzeit in den Vorstand ein und leitete darüber hinaus die Fußballabteilung. Er war neben Willy Knörzer maßgeblich am Aufbau des neuen Vereinsheims an der Parlerstraße beteiligt und stand der Altenkameradschaft des württembergischen Fußball- und Leichtathletikverbandes vor. Von 1964 bis 1978 war Karl Kußmaul 1. Vorsitzender des SV Prag.
Willy Knörzer (geboren am 27. März 1909, gestorben im Mai 1960)
In seine Amtszeit als erster Vorsitzender von 1947 bis 1960 fielen die großen Erfolge der Boxabteilung mit dem Höhepunkt 1951, der deutschen Mannschaftsmeisterschaft in Berlin. Ebenfalls 1951 der Aufstieg der ersten Fußballmannschaft in die Bezirksklasse, wobei Willy Knörzer als 42-Jähriger noch aktiv spielte und sogar Torschützenkönig wurde. Unter seiner Führung wurde das Vereinsheim am Mühlbachhof geplant und gebaut. 1960 bekleidete Knörzer für kurze Zeit das Amt des ersten Vorsitzenden der Stuttgarter Kickers.
Außerhalb seiner Aktivitäten für den SV Prag erlangte Willy Knörzer als Sportmäzen und Veranstalter einen breiten Bekanntheitsgrad. In seinen Radio- und Fernsehgeschäften gab er einigen Aktiven Lohn und Brot. Er hatte die Stuttgarter Radrennbahn GmbH gegründet und eine repräsentative Freiluftbahn beim Gaskessel gebaut.
Ab dem Jahr 1957 widmete er sich auch dem Berufsboxsport, er veranstaltete Kämpfe mit Welt- und Europameistern in vielen deutschen Städten. Trotz der großen sportlichen Erfolge war das Berufsboxen sein Weg in den Untergang, der wirtschaftliche Niedergang war nicht aufzuhalten. Nach finanziellen Schwierigkeiten mit seinen Fernsehgeschäften nahm er sich im Mai 1960 das Leben.
Richard Pfeffer (geboren am 19. Oktober 1919, gestorben am 11. April 1997) leitete nach seiner Laufbahn als aktiver Fußballer über viele Jahre die Geschicke der Prager Fußballjugend. In dieser Zeit feierten die Junioren des SV Prag ihre größten Erfolge und spielten in derselben Klasse und auf Augenhöhe mit dem VfB Stuttgart. Von 1969 bis 1973 stand er der Fußballabteilung vor, ehe er dann in den Vorstand wechselte. Von 1985 bis 1988 war Richard Pfeffer 1. Vorstand des SV Prag.

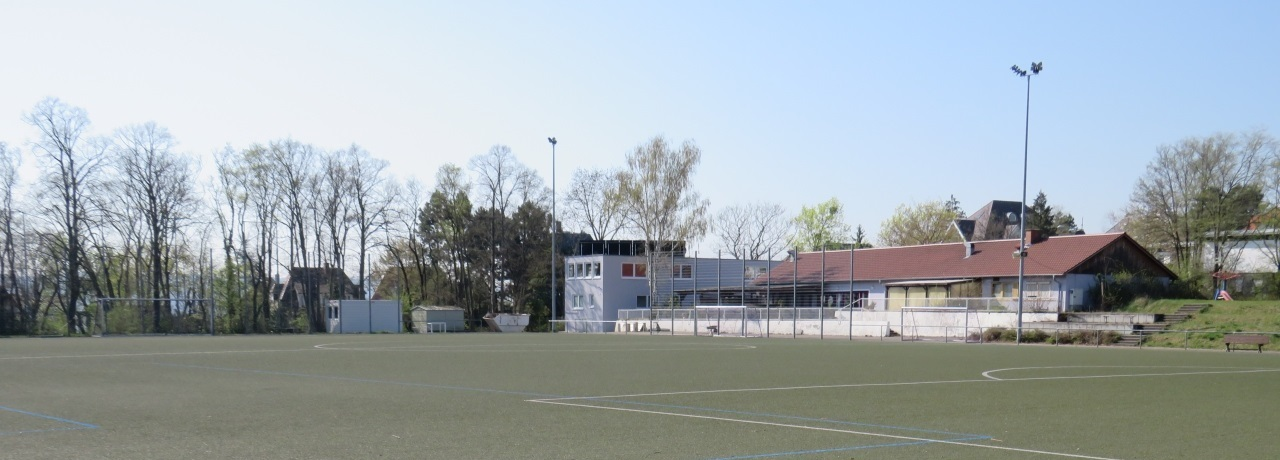
Sportplatz des SV Prag mit neuem Kabinentrakt (April 2020) by pelle9114

## Sportplatz am Mühlbachhof
Nach verschiedenen Standorten u. a. an der Steinbeißstraße, an der Neckarstraße, im Feuerbacher Tal oder an der damaligen Ludwigsburger Straße (heute Heilbronner Straße in der Nähe des Bülowturms), erhielt der Verein ab 1922 eine Sportstätte im sogenannten Akazienwäldchen, dort wo sich heute auf dem Höhenpark Killesberg ungefähr das "Tal der Rosen" befindet. 1937, nach nur 15 Jahren Nutzung, fällt das Gelände durch erzwungene Räumung der Reichsgartenschau 1939 zum Opfer.
Nach großem Einsatz von Georg Schlee wird 1938 das neue Domizil an der Parlerstraße 86 (Mühlbachhof) bezogen. Anfang der fünfziger Jahre entsteht dort das Vereinsheim, welches auch heute noch in seiner Grundform besteht. Aus dem damaligen Rasenplatz, der in der Endzeit des Zweiten Weltkrieges von den wenigen Anwohnern als Ackerland für den Anbau von Nahrungsmitteln genutzt wurde, entstand ein Tennenplatz (Hartplatz), der 2007 zum Kunstrasen umgebaut wurde. Zwischen November 2018 und Februar 2020 wurde der alte Kabinentrakt von 1964 abgerissen und durch einen zweistöckigen Neubau ersetzt.

## Prager Fußball-Kleinfeldturnier
Seit 1985 wird das Prager Fußball-Kleinfeldturnier gespielt. Durchschnittlich 500 Zuschauer und aktive Kicker versammeln sich alljährlich auf dem Sportplatz an der Parlerstraße, wobei auch schon der eine oder andere ehemalige Bundesligaspieler aktiv vertreten war. 20 Mannschaften nehmen am Turnier teil. 2012 erhielt das Turnier den Zusatznamen Lothar-Schubert-Gedächtnisturnier.

## Bekannte ehemalige Sportler des SV Prag
- Erwin Deyhle (* 1914; † 1989), ehemaliger deutscher Fußballnationaltorwart
- Zvonko „Toni“ Kurbos (* 1960), Fußballprofi u. a. bei Stuttgarter Kickers, SK Tongeren, FC Metz, AS Monaco